# Довгялло, Кшиштоф
Кшиштоф Довгялло (пол. Krzysztof Dowgiałło; 30 июня 1938, Новомалин) — польский архитектор, профсоюзный деятель и политик. В ПНР — активист Солидарности, политзаключённый. В Третьей Речи Посполитой — депутат сейма от либеральных партий. Автор Баллады о Янеке Вишневском — культовой песни польского антикоммунистического подполья и рабочего протеста.

## Архитектор
Родился в семье из землевладельческой шляхты. Символом отцовского рода, происходящего от Довгялло, являлся герб Задора, символом материнского рода, происходящего от Потулицких — герб Гржимала.
В 1962 году окончил факультет архитектуры Гданьского технического университета. Работал по специальности в Польше, Великобритании, Франции, Алжире.

## Деятель «Солидарности». Автор подпольной баллады
В августе 1980 года Кшиштоф Довгялло возглавил забастовочный комитет гданьского архитектурно-проектной организации Miastoprojekt и присоединился к профсоюзу «Солидарность». Состоял в региональном руководстве оппозиционного профобъединения. Был сторонником лидера радикального крыла «Солидарности» Анджея Гвязды.
Кшиштоф Довгялло написал Балладу о Янеке Вишневском. Песня, посвящённая расстрелу рабочих Гдыни 17 декабря 1970 года и призывающая к сопротивлению, превратилась в неофициальный гимн протестного движения. Она сохранила популярность по сей день.

## Активист подполья
В первые дни военного положения Кшиштоф Довгялло состоял в региональном забастовочном комитете «Солидарности», участвовал в забастовке Гданьской судоверфи. После подавления забастовки был интернирован, в 1982 осуждён на четыре года заключения. Редактировал тюремную газету Pilnik, организовывал церковные службы. Преподавал заключённым французский язык. Возглавлял протестные акции в тюрьме.
В 1983 Довгялло был условно освобождён и включился в деятельность подпольных структур «Солидарности». Был вторично арестован в 1984, в 1985 амнистирован. Издавал бюллетень социальной самообороны Gryps. В 1986—1988 был членом руководства гданьского подпольного профцентра. Активно участвовал в забастовочном движении 1988 года, которое вынудило власти пойти на переговоры и компромисс с «Солидарностью».

## Либеральный политик
После смены общественно-политического строя Польши, с 1989 по 1993 Довгялло занимал пост вице-президента Международной организации труда. На выборах 1989 был избран в сейм от Гражданского комитета «Солидарность». Состоял в партиях либерального крыла «пост-Солидарности» — ROAD Збигнева Буяка—Владислава Фрасынюка, Демократической унии Тадеуша Мазовецкого—Ханны Сухоцкой, Унии свободы Тадеуша Мазовецкого—Дональда Туска. Несколько лет был депутатом городского совета Сопота.

## Работа, семья, награда
Кшиштоф Довгялло возглавляет частную архитектурно-проектную фирму Dowgiałło & Swerpel. Женат, имеет трёх сыновей и дочь.
В 2007 году указом президента Леха Качиньского Кшиштоф Довгялло был награждён Командорским крестом со звездой Ордена Возрождения Польши.

## Интересные факты
Гданьскую архитектурно-проектную организацию Miastoprojekt, в которой работал Кшиштоф Довгялло, с 1980 по 1990 возглавлял Ян Марианьский — в 1970 председатель городского совета Гдыни, участник декабрьских событий 1970, единственный представитель властей, пытавшийся найти компромисс с протестующими рабочими. В начале 1980-х Довгялло как активист «Солидарности» непосредственно противостоял Марианьскому как начальнику бюро.
Ян Марианьский выведен как персонаж в фильме Чёрный четверг (Czarny czwartek) о событиях декабря 1970 года. Саундтреком фильма является «Баллада о Янеке Вишневском», написанная Кшиштофом Довгялло.